# Pop (album, U2)
Pop je deváté studiové album irské rockové skupiny U2. Jeho nahrávání probíhalo v různých studiích v Dublinu a Miami v období let 1995 a 1996. Producenty alba byli Flood, Howie B a Steve Osborne a vyšlo v březnu 1997 u vydavatelství Island Records.

## Seznam skladeb
| Pořadí         | Název                         | Délka |
| -------------- | ----------------------------- | ----- |
| 1.             | Discothèque                   | 5:19  |
| 2.             | Do You Feel Loved             | 5:07  |
| 3.             | Mofo                          | 5:46  |
| 4.             | If God Will Send His Angels   | 5:22  |
| 5.             | Staring at the Sun            | 4:36  |
| 6.             | Last Night on Earth           | 4:45  |
| 7.             | Gone                          | 4:26  |
| 8.             | Miami                         | 4:52  |
| 9.             | The Playboy Mansion           | 4:40  |
| 10.            | If You Wear That Velvet Dress | 5:14  |
| 11.            | Please                        | 5:10  |
| 12.            | Wake Up Dead Man              | 4:52  |
| Celková délka: | Celková délka:                | 60:09 |

## Obsazení
- Bono – zpěv, kytara
- The Edge – kytara, klávesy, doprovodný zpěv
- Adam Clayton – baskytara
- Larry Mullen mladší – bicí, perkuse, programming
- Flood – klávesy
- Steve Osborne – klávesy
- Ben Hillier – programming
- Howie B – klávesy
- Marius De Vries – klávesy